# Stereoizomer
Stereoizomeri su vrsta kemijskih spojeva. Istovjetne su kemijske građe, ali raspored atoma ili grupa u prostoru im je različit.
Dijelimo ih na optičke (enantiomeri ili zrcalni izomeri) i geometrijski izomeri (cis-trans).
Kemijske reakcije koje preferiraju nastajanje samo jednog stereoizomera nazivamo stereospecifične reakcije.
Strukturni izomeri su iste kemijske formule, a razlikuju po prirodi ili slijedu vezivanja njihovih atoma. Po definiciji, molekule koje su stereoizomeri jedni drugih jesu isti strukturni izomer.